# Gazorgah
Le mausolée de Gazorgah ou lieu de la purification  dit aussi mausolée de Khawâdjâ Abdallâh Ansârî est un complexe funéraire et un sanctuaire situé à quelques kilomètres de la ville d'Hérat, en Afghanistan.
L'aura dont bénéficie Khawâdjâ Abdallâh Ansârî, désigné guide de sa cité, fait que le lieu est choisi comme lieu d'inhumation par des personnages importants.
Le monument fait l'objet de nombreuses réfections y compris par une aide internationale dans les années 1970 et les dégradations, y compris dans la période récente avec le joug des Talibans, ont été heureusement limitées. C'est encore « un des plus importants monuments » du pays selon Bernard Dupaigne.

## Localisation
Le mausolée est situé 4 kilomètres au nord-est de la ville.

## Histoire
Le site se construit autour du tombeau de Khawâdjâ Abdallâh Ansârî (1006-1089), écrivain, poète et théologien soufi. Très réputé de son vivant, sa tombe est vénérée après sa mort. Le site devient un « endroit vénéré et sacré », où des personnages importants se font enterrer.
Le site se couvre d'édifice fastueux par la volonté des souverains timourides. Shahrokh fait bâtir l'enclos funéraire en 1425 et le fondateur de l'empire moghol Babur le visite en 1506.
Les édifices font l'objet de restaurations en 1493, 1499, 1562 et 1605.
Arthur Conolly visite Gazorgah en 1830.
Habibullah Khan, souverain afghan de 1901 à 1919 procède à des restaurations et ajouts.
Le site est restauré par l'UNESCO à partir de 1976 jusqu'en 1979. Les travaux se poursuivent durant l'occupation du site par l'armée soviétique lors de la Guerre d'Afghanistan (1979-1989).
Le lieu est réputé pour la prière et la méditation, les pèlerins considèrent que les arbres situés dans l'enceinte du sanctuaire possèdent des vertus médicinales. Un if centenaire était situé non loin de la tombe et vénéré par la population, il a été coupé par les Talibans qui considéraient cette attitude comme païenne.
Des restaurations ont été menées dans la période récente sous l'égide de l'Aga Khan Trust for Culture.

## Architecture
Un chien de marbre est situé devant l'entrée de l'édifice, et on trouve également la sourate 18 gravée, avec un sens mystique à la représentation de l'« être physique couché dans la mort sur le seuil de l'Autre Monde, face à la Caverne des âmes ». Cet élément est dissimulé par le responsable du site pour échapper à la vindicte des Talibans en 1995.
L'édifice mesure 49 mètres sur 44 mètres. Une cour de 29 mètres sur 55 mètres est située à côté, et munie d'un porche sur chaque côté.
Le vestibule comporte un jardin de paradis peint au XIXe siècle.
La tombe du poète est située dans un portail ogival de 30 mètres de hauteur. Une colonne de marbre blanc de 5 mètres de haut environ datée de 1454 est située à proximité.
De nombreuses sépultures avec des pierres tombales de marbre blanc sont situées dans la cour, dont celle de l'émir d'Afghanistan Dost Mohammad Khan, mort en 1863. Le complexe conserve une pierre tombale sculptée de marbre noir de 1496 pour Husayn Bayqara mais qui servit à un de ses fils décédé avant lui, et également de nombreuses pierres tombales des XVIIe et XVIIIe siècles dont certaines sont des réutilisations d'anciens monuments funéraires du XVe siècle.

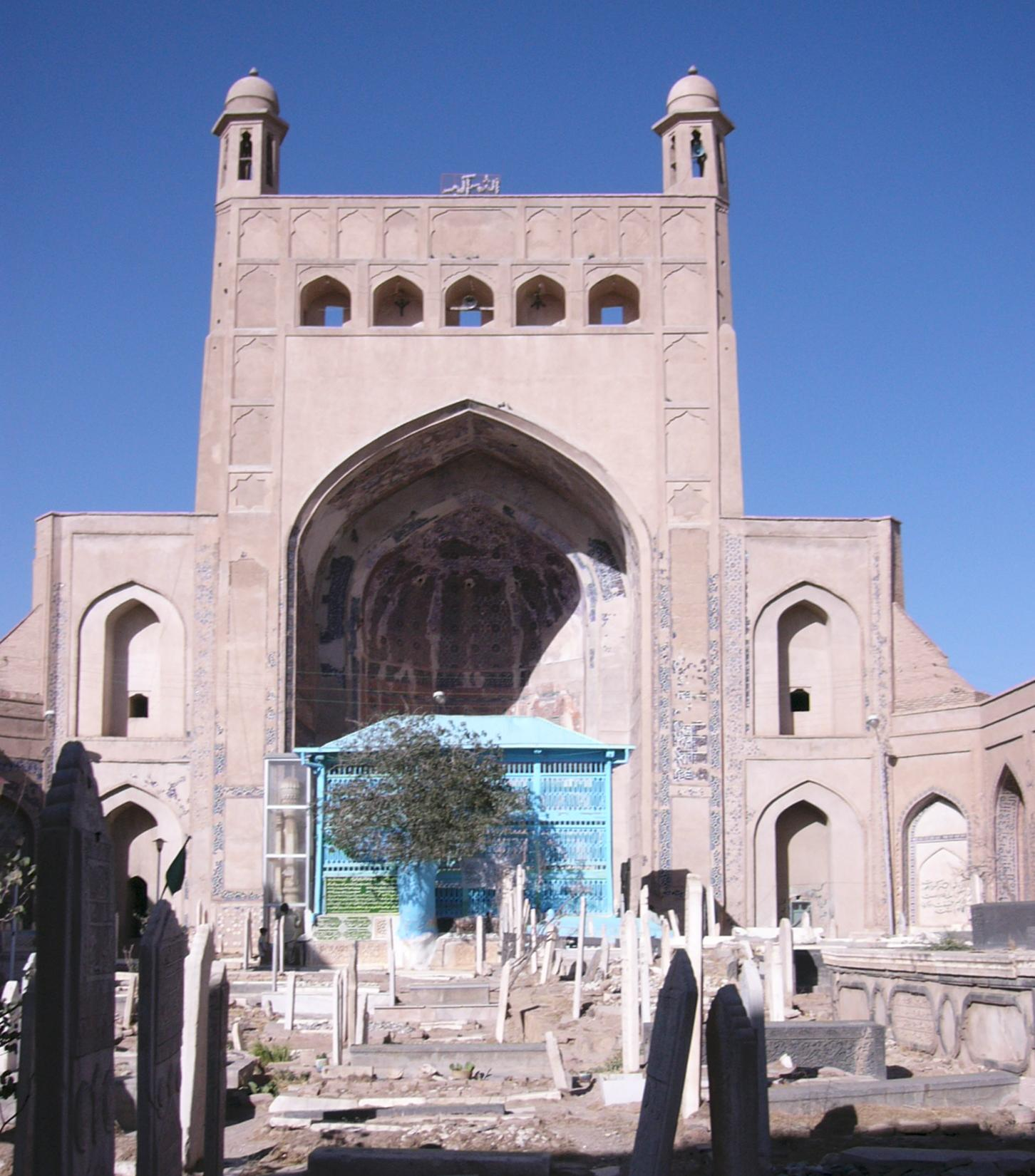
Tombe d'Ansari
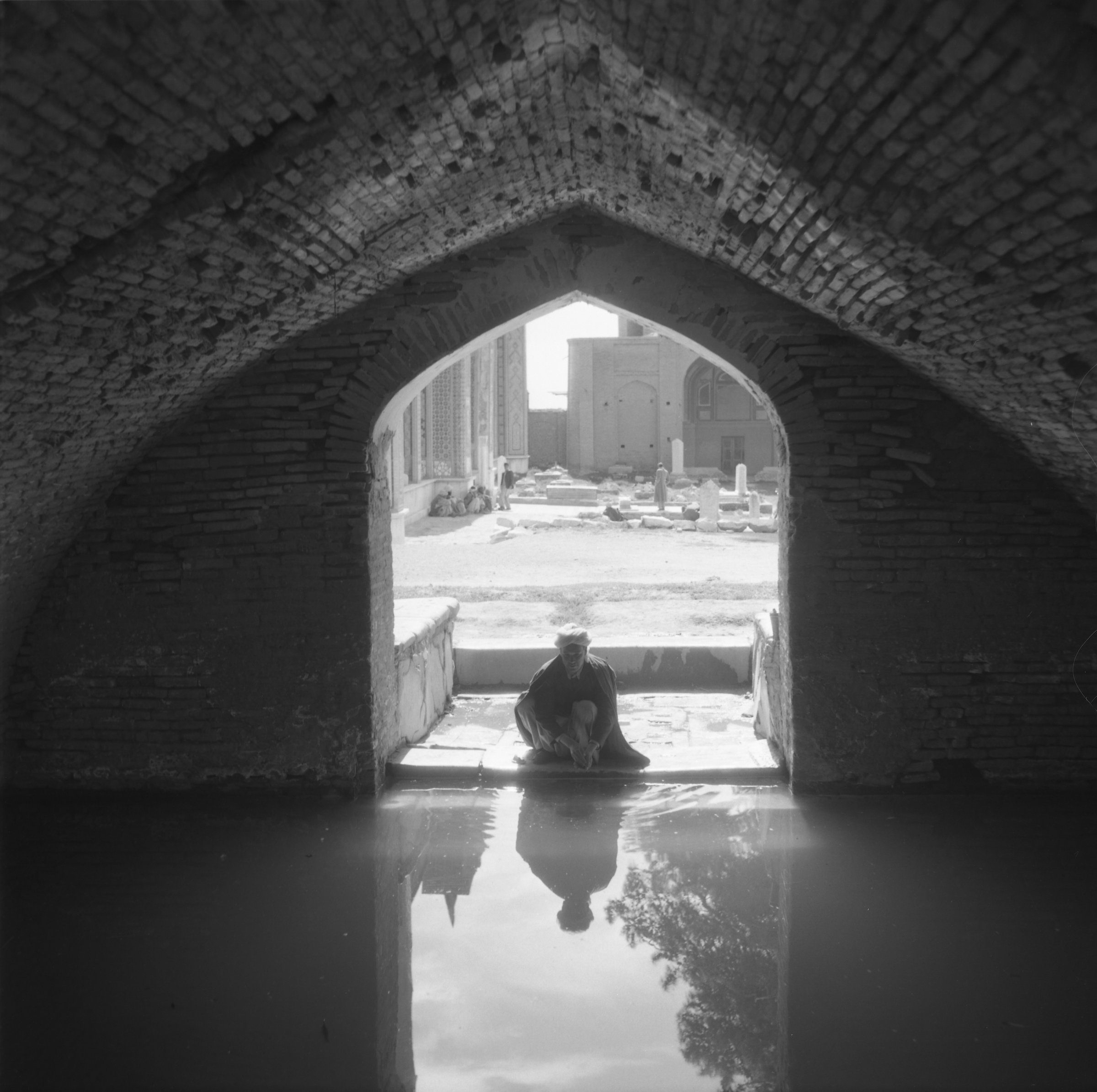
Photographie de 1962
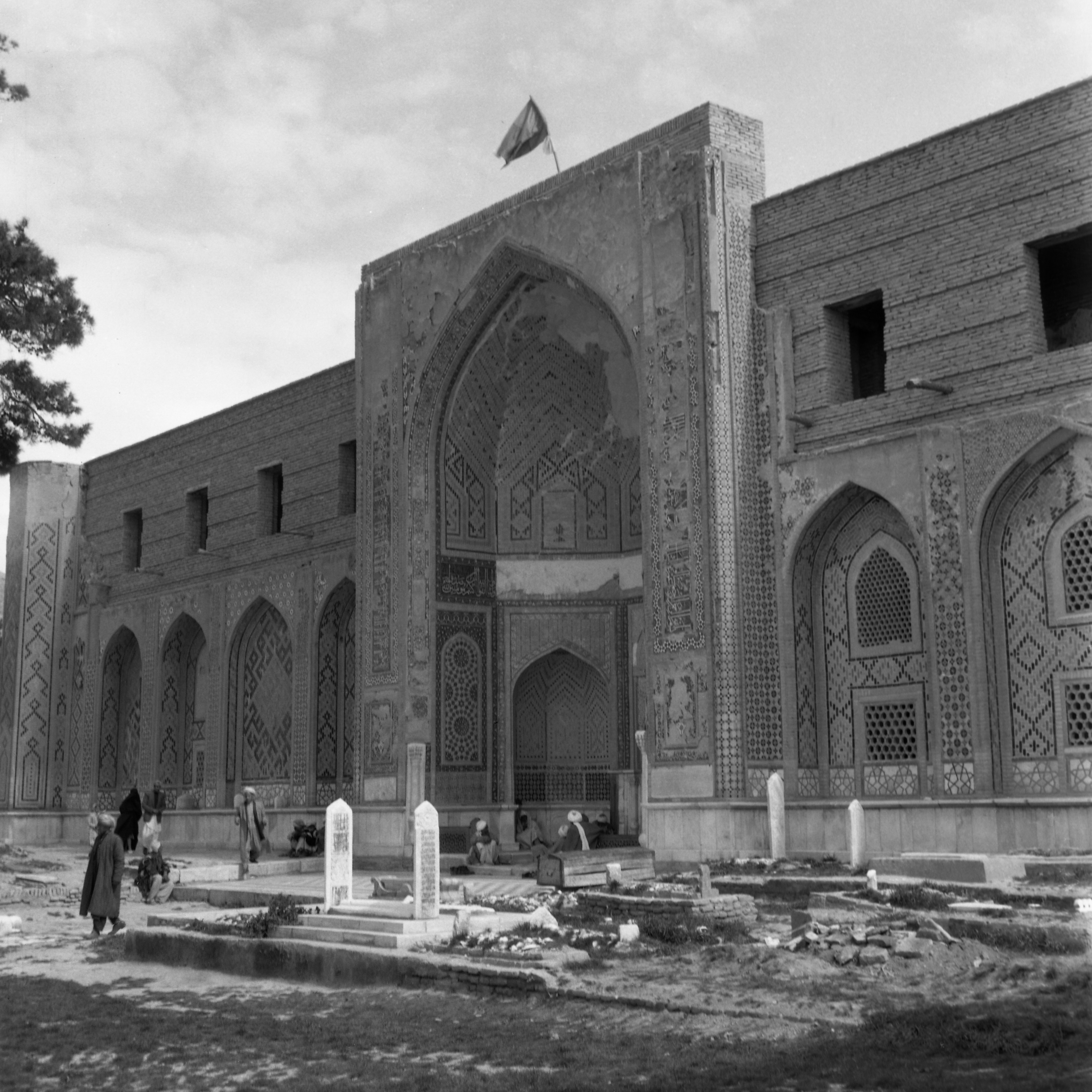
Photographie de 1962